# Palozero
Palozero (en rus: Палозеро) és un poble de l'óblast de Vólogda, a Rússia, que el 2002 tenia 83 habitants, pertany al districte de Vítegra.